# Quatre peces per a cordes (Brotons)
Quatre peces per a cordes, op. 14, per a orquestra de corda és una obra composta per Salvador Brotons el 1977 i estrenada al Teatro Real de Madrid el 25 de novembre de 1977 amb Benito Lauret dirigint l'Orquestra Nacional d'Espanya. L'obra va ser guardonada amb el premi de composició de l'Orquesta Nacional de España de l'any 1977. Aquest premi va suposar la incorporació de l'obra al programa de la temporada de la mateixa orquestra. L'obra va ser revisada el 2010.
A Catalunya es va interpretar per primera vegada el 13 de gener de 1979, amb Antoni Ros-Marbà dirigint l'Orquestra Ciutat de Barcelona. L'endemà de l'estrena, Xavier Montsalvatge va escriure a La Vanguardia: «Salvador Brotons reuneix tres qualitats que rarament coincideixen: és jove —20 anys—, ja és un professional destacat (flautista i membre d’una família de músics) i és valent, sincer i artísticament honest... En elles es poden percebre interessants descobertes harmòniques que, tímidament, s’escapen de la tonalitat, així com un sentit constructiu que permet endevinar-hi un compositor dotat, capaç d’encarar el futur amb més determinació, especialment després de l’èxit assolit, confirmat pels llargs i unànimes aplaudiments».

## Música
L'obra consta de quatre peces: Elegia, Humoresque, Nocturn i Dansa, totes amb noms suggestius del caràcter de cada moviment. La seva estructura és lliure, però integra una coherència interna mitjançant la relació formal entre el segon i quart moviments, i, en grau més baix, entre el primer i el tercer. Els contrastos entre peces es manifesten en el caràcter, el tempo i els recursos compositius.
L’Elegia s’inicia amb un tema al violoncel de caràcter inestable, amb intervals irregulars i cromatismes. El moviment creix amb la incorporació progressiva de veus, creant densitat mitjançant progressions harmòniques i motius rítmics de tres notes. El clímax arriba amb totes les veus en uníson abans de dissoldre's ràpidament, concloent amb la secció de baixos i mantenint una estructura formal tancada i coherent.
L’Humoresque és un moviment àgil i dinàmic, amb jocs entre les veus mitjançant la tècnica del fugat i canvis de mètrica que generen accents enganyosos. Té una estructura A-B-A', amb una clara reexposició, seguint el recurs habitual de Brotons d’emprar models formals clàssics per dotar l’obra de coherència i sentit simbòlic. Les reexposicions, però, no són literals, sinó modificades i sovint escurçades, demostrant el domini del compositor tant de les tècniques més radicals com de la tradició tonal i melòdica.
El Nocturn contrasta amb l’agitació anterior i destaca per la capacitat del compositor de crear melodies d’una gran bellesa, serenor i expressivitat. Tot i situar-se en un context no tonal, la melodia és extensa i ben definida, integrant recursos harmònics més agosarats dins d’una estructura equilibrada i coherent.
La Dansa, que tanca l’obra, segueix una estructura A-B-A' i es caracteritza per ritmes incisius, repeticions de notes i harmonies punxants que recorden el llenguatge de Xostakóvitx, aportant força i energia. Aquest moviment exemplifica la versatilitat estilística del compositor, que integra recursos del segle XX sense renunciar a elements vinculats a la tonalitat.